# Tuamotustrandloper
De tuamotustrandloper (Prosobonia parvirostris; synoniem: Aechmorhynchus parvirostris) is een vogel uit de familie Scolopacidae (strandlopers en snippen). Het is een bedreigde, endemische strandloper in Frans-Polynesië.

## Kenmerken
De vogel is 17 cm lang. Het is een strandloper van het formaat van een bonte strandloper met een relatief korte, scherpe zwarte snavel. De vogel is geheel dofbruin gemarmerd en van boven donkerder dan van onder.

## Verspreiding en leefgebied
Deze soort is endemisch op de Tuamotu-eilanden, een groep van 78 vulkanische atollen in de Grote Oceaan en onderdeel van Frans-Polynesië. De vogel komt volgens onderzoek uit de periode 2012 tot 2015 voor op maar vijf eilanden (Tenararo, Morane, Reitoru,  Tahanea en Raraka) . De leefgebieden zijn hoger liggende stranden met koraalzand, maar ook wel met struiken begroeid terrein. Dicht bebost gebied wordt vermeden.

## Status
De tuamotustrandloper heeft een beperkt verspreidingsgebied en daardoor is de kans op uitsterven aanwezig. De grootte van de populatie werd in 2003 geschat op 900 volwassen individuen en de populatie-aantallen nemen af door habitatverlies en door predatie door ingevoerde zoogdieren zoals katten en de zwarte rat. Habitatverlies treedt op als kokospalmplantages verwaarloosd worden en de ondergroei verwildert. Daarnaast komt de invasieve soort de hazewindmier (Anoplolepis gracilipes) op de eilanden voor en veroorzaakt grote veranderingen in de begroeiing die voor veel endemische diersoorten fnuikend zijn. Om deze redenen staat deze soort als bedreigd op de Rode Lijst van de IUCN.